# Бахметев, Алексей Николаевич
Алексе́й Никола́евич Бахме́тев (1774—1841), Бахметьев 3-й — русский военный и государственный деятель, генерал от инфантерии (1823) из рода Бахметевых, участник наполеоновских войн.

## Биография
Алексей Бахметев родился в 1774 году в селе Рожденственском Инсарского уезда Пензенской провинции Казанской губернии. Происходил из дворян Пензенской губернии. Окончил благородный пансион при Московском университете. По обычаю того времени был записан в четырёхлетнем возрасте, 10 сентября 1777 года, сержантом в лейб-гвардии Преображенский полк. В действительную службу вступил 1 января 1790 года: прапорщиком, в лейб-гвардии Измайловский полк; принимал участие в войне со Швецией.
С 22 ноября 1798 года — полковник; 31 мая 1808 года произведён в генерал-майоры с назначением шефом Сибирского гренадерского полка. Участвовал в русско-турецкой войне 1806—1812 годов, отличившись в боях при Журже, под Обилешти, у Браилова, при взятии Гирсова, при Рассевате. В сражении под Татарицей был ранен картечью в левый бок; 25 июля 1810 года получил орден Св. Георгия 3-й степени. Во главе отдельного отряда корпуса генерала Раевского участвовал в боях под Силистрией, Шумлой. При штурме Рущука Бахметев получил ранение ног и покинул армию.
17 января 1811 года назначен начальником 26-й пехотной дивизии, а с 31 марта — начальником 23-й пехотной дивизии. В начале 1812 года дивизия входила в состав 4-го пехотного корпуса 1-й Западной армии. При отступлении русской армии участвовал в Островенском сражении и под Смоленском — в бою при Заболотье. В Бородинской битве, когда ему оторвало ядром правую ногу ниже колена, спас его 20-летний поручик князь Петр Андреевич Вяземский. Ранение завершило его военную карьеру; 31 октября 1812 года награждён чином генерал-лейтенанта.
Назначен 27 марта 1814 года Каменец-Подольским военным губернатором. Масон, член ложи «Озирис» в Каменец-Подольском.
С мая 1816 года — ещё и полномочный наместник Бессарабской области. 12 декабря 1823 года произведён в генералы от инфантерии, через пять лет назначен нижегородским, казанским, саратовским, симбирским и пензенским генерал-губернатором. В 1828 году стал членом Государственного совета с освобождением от генерал-губернаторской должности.
С 1817 года вице-президент Библейского общества в Кишинёве; в 1818—1820 годах — член масонской ложи «Озириса звезды пламенистой» в Каменец-Подольске.
Алексей Николаевич Бахметев умер 15 октября 1841 года в своем имении, Липовка Тимаковская Ямпольского уезда в Подольской губернии.
- орден Анны 3 степени (4.4.1799)
- орден Анны 2 степени (16.3.1807 — за отличие 5-6 марта при Журже, где командуя каре, наступал с «мужеством и усердием»)
- орден Владимира 3 степени (1807)
- алмазные знаки к ордену Анны 2 степени (20.9.1809 — за отличие под Браиловом, где командуя Стародубским драгунским полком, двумя батальонами пехоты и двумя орудиями донской конной артиллерии, «во все три дела подкреплял бригады генерал-майоров Иловайского 5-го и Кутейникова 2-го и сражался с неприятелем мужественно»)
- орден Анны 1 степени (15.6.1810 — за отличие при осаде и блокаде Силистрии, где командовал 1-й колонной «с особливым благоразумием и, несмотря на опасности, везде лично присутствовал»)
- орден св. Георгия 3 степени (25.7.1810 — за отличие при Татарице)
- орден Владимира 2 степени (12.9.1810 — за отличие при отражении 26 июня турецкой вылазки из Шумлы, во время которой находился «на том самом пункте, где неприятель сильно всегда устремлялся атакою, и был участником всего успеха в сем деле»)
- золотая шпага с надписью «За храбрость» (28.11.1810 — за отличие при селе Чаушкиой) и алмазы к ней (22.2.1813)
- серебряная медаль в память Отечественной войны 1812 года (1814)
- алмазные знаки к ордену Анны 1 степени (15.2.1816)
- орден Александра Невского (29.4.1818)
- золотая медаль в память бракосочетания наследника (17.04.1841)
- почётный член Казанского университета (с 1826 года)

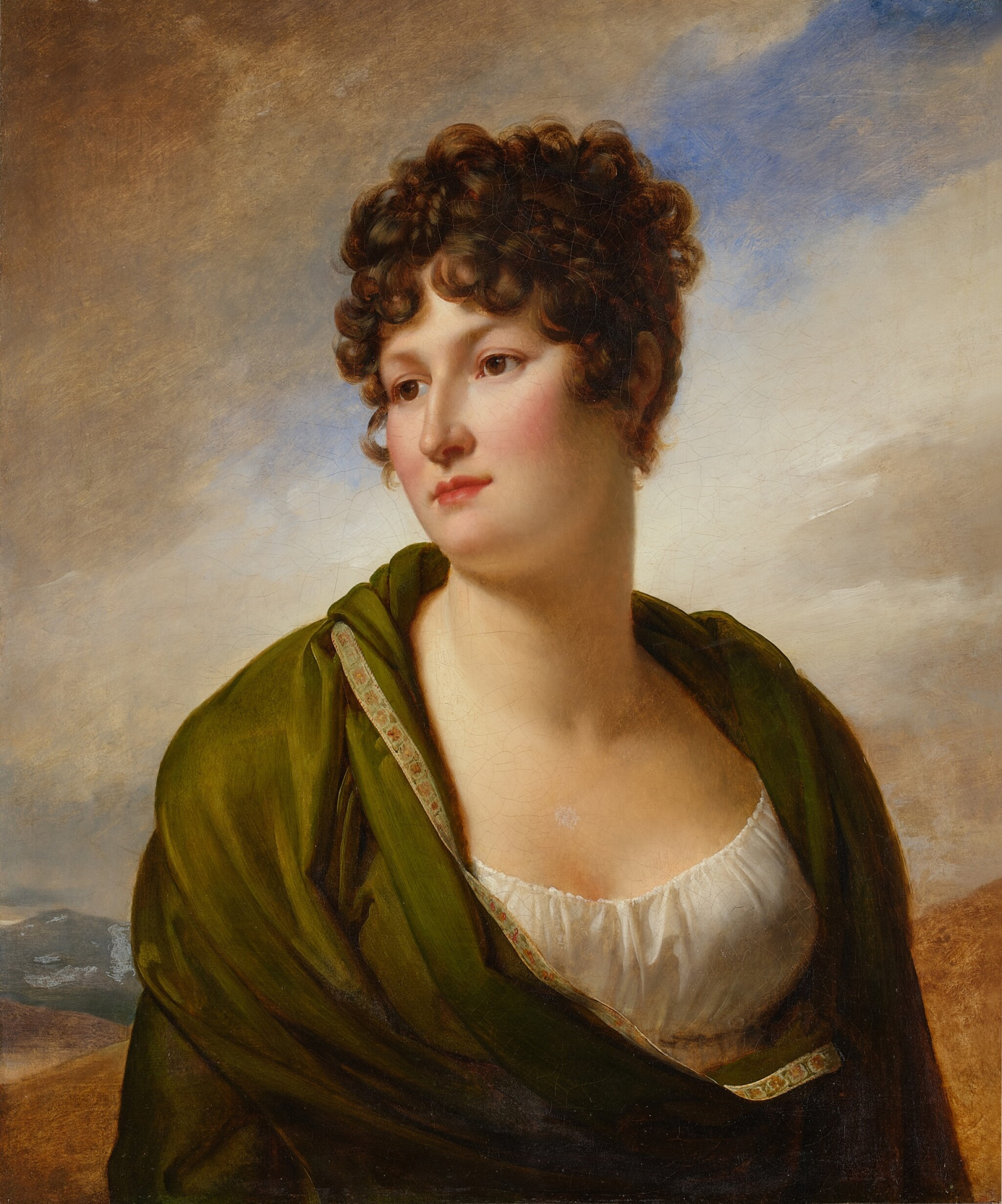
Виктория Станиславовна. Портрет работы Франсуа Жерара, 1810 г.

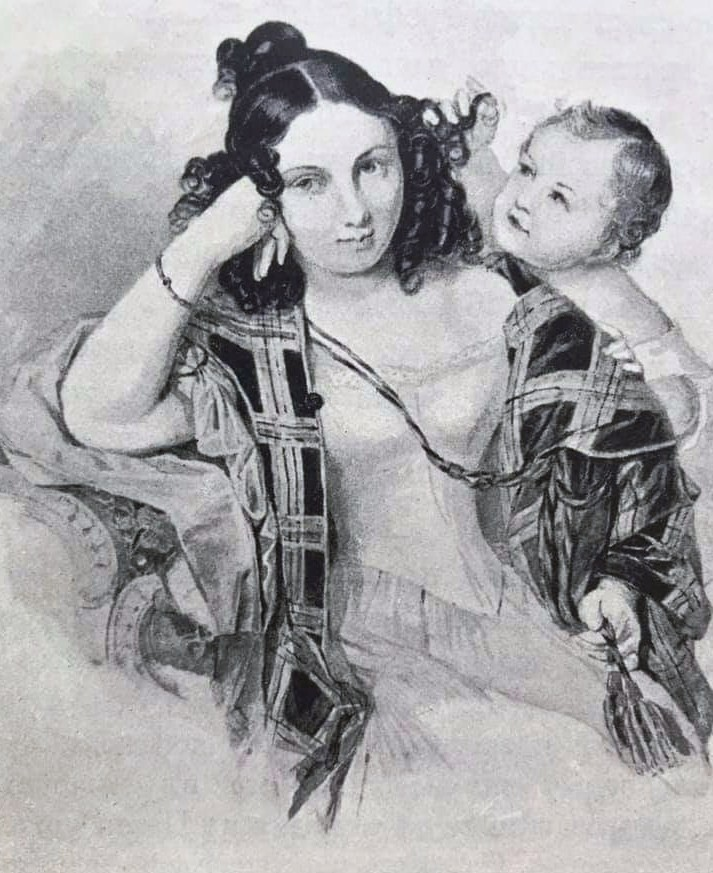
Наталья Готфридовна с сыном

## Семья
Первая жена — графиня Виктория Станиславовна Потоцкая (17.10.1779—27.06.1826), фрейлина двора (02.01.1793), дочь польского магната Станислава Потоцкого и Жозефины Мнишек. В январе 1798 года в Петербурге вышла замуж за действительного камергера графа Антуана Луи Октава Шуазёль-Гуфье (1773—1840). Из части полученных в приданое земель в Литве Шуазёль основал родовое командорство ордена Св. Иоанна Иерусалимского. В этом браке Виктория Станиславовна имела дочь Матильду (бабушка Н. А. Бердяева) и троих сыновей, но недолго жила с супругом. Разведясь с графом, она стала женой Бахметева и, по словам Вигеля, любя власть, «любила и своего начальствовавшего, безногого, пожилого и хворого мужа. Имея большое влияние на него, она много злоупотребляла своим высоким положением в неустроенном Бессарабском крае». По отзывам современником, была признанной красавицей и «особенности лица её достойны были полотна художника: высокого роста, прекрасного телосложения, она носила коротко остриженные волосы, а платья её и вся роскошная обстановка, которая её окружала в доме, заставляла гостей воображать себя на родине Аспасии и поклоняться её красоте». Умная и ловкая женщина, Бахметева была известна в Петербурге и Москве как особа, любившая хорошо покушать и отличавшаяся вследствие сего чрезмерной полнотой. Умерла в Москве в июне 1826 года. В браке имели дочь:
- Варвара Алексеевна (1816—1896), с 1834 года — жена Валериана Григорьевича Столыпина.

Вторая жена — княжна Наталья Готфридовна Четвертинская (1816—1896), дочь Готфрида Антоновича Четвертинского (ум. 1844) и Марии Платер.
- Николай Алексеевич (1833—1907), генерал от кавалерии, в 1856 году получил графский титул с фамилией Протасов-Бахметев.